# Richville (Minnesota)
Pour les articles homonymes, voir Richville.
Richville est une ville du comté d'Otter Tail dans le Minnesota, aux États-Unis.

## Histoire
Richville a été créée en 1903 et porte le nom de Watson Wellman Rich, un ingénieur ferroviaire. Un bureau de poste est en activité à Richville depuis 1904. Richville est constituée en municipalité depuis 25 octobre 1904.

## Géographie
Selon le Bureau du recensement des États-Unis, la ville a une superficie totale de 2,59 km2  , dont 2,56 km2 de terre et 0,03 km2 d'eau.